# Kabinett Leutheußer I
Das Kabinett Leutheußer I bildete die vierte Staatsregierung des Landes Thüringen vom 21. Februar 1924 bis 29. April 1927. Es wurde auch als Ordnungsbund-Regierung bezeichnet, weil die anti-sozialistischen Parteien Landbund, DVP, DNVP und DDP zur Landtagswahl gemeinsam unter der Bezeichnung Thüringer Ordnungsbund angetreten waren. Das Bündnis gewann die Wahl, verfehlte aber die absolute Mehrheit. 
Das Kabinett ging daher als die erste Landesregierung der Weimarer Republik, die bei ihrer Wahl auf Stimmen der Nationalsozialisten (Vereinigte Völkische Liste, VVL) angewiesen war, in die Geschichte ein. Obwohl auch Teil des Ordnungsbundes, war die liberale DDP nicht in der Regierung vertreten, weil die Völkischen ihren Spitzenkandidaten Eduard Rosenthal aus antisemitischen Motiven ablehnten.
| Amt                                          | Name                                                    | Bild | Partei | Partei   |
| -------------------------------------------- | ------------------------------------------------------- | ---- | ------ | -------- |
| Leitender Staatsminister                     | Richard Leutheußer                                      |      |        | DVP      |
| Stellvertreter des Leitenden Staatsministers | Georg Sattler                                           |      |        | DNVP     |
| Inneres                                      | Georg Sattler                                           |      |        | DNVP     |
| Justiz                                       | Richard Leutheußer                                      |      |        | DVP      |
| Finanzen                                     | Paul Stolze bis 15. April 1924                          |      |        | DVP      |
| Finanzen                                     | Wilko von Klüchtzner                                    |      |        | DNVP     |
| Wirtschaft                                   | Georg Sattler                                           |      |        | DNVP     |
| Volksbildung                                 | Richard Leutheußer                                      |      |        | DVP      |
| Staatsrat (für Sondershausen)                | Wilko von Klüchtzner bis 15. April 1924                 |      |        | DNVP     |
| Staatsrat (für Meiningen)                    | Eduard Fritze                                           |      |        | DVP      |
| Staatsrat (für Meiningen)                    | Ernst Härtrich vom 15. April 1924 bis 17. Dezember 1925 |      |        | Landbund |
| Staatsrat (für Meiningen)                    | Ernst Höfer                                             |      |        | Landbund |
| Staatsrat (für Weimar)                       | Emil Herfurth                                           |      |        | DNVP     |
| Staatsrat (für Altenburg)                    | Max Richter vom 15. April 1924 bis 17. Dezember 1925    |      |        | DVP      |
| Staatsrat (für Altenburg)                    | Kurt Geier                                              |      |        | DVP      |